# Xavi (cantante)
Joshua Xavier Gutiérrez Alonso (Phoenix, Arizona, 5 de mayo de 2004), conocido como Xavi, es un cantante y compositor estadounidense. Se especializa en el género de música regional mexicana. Inició su carrera musical a la edad de 15 años con su sencillo debut «Vete ya» (2020), pero no fue hasta 2023 que saltó a la fama gracias a la viralidad de sus sencillos «La víctima» y «La diabla».

## Biografía
Joshua Xavier Gutiérrez Alonso nació el 5 de mayo de 2004 en Phoenix, Arizona, siendo hijo de los mexicanos Fabio Gutiérrez y Rubí Alonso González. Es el segundo de seis hermanos; por parte de ambos padres; sus hermanos Fabio, que también se dedica a la música, y Chris, y tiene tres hermanos menores por parte de su padre; Leila y Mia, y el más joven, Oscar, por parte de su madre.
Desde su infancia, Xavi mostró un profundo interés por la música, al igual que sus hermanos. Comenzó a tocar la guitarra a los 10 años, y a los 12 aprendió a componer sus propias canciones. Sus primeros encuentros con la música se dieron en la iglesia de su comunidad, pero fue junto a su padre que Xavi comenzó a explorar su voz y a realizar covers de canciones, compartiéndolas en diversas plataformas en internet.

## Carrera
Xavi inicio su carrera musical a la edad de 15 años, en el año 2020, con el lanzamiento de su sencillo debut «Vete ya». Xavi lanzaría varios sencillos de manera independiente, lo que llamaría la atención de Interscope Records, quien lo contrató para el sello después de que su canción «Amigos con derecho» se volviera viral. Poco después de firmar con el sello discográfico, Xavi terminó en un terrible accidente automovilístico, que le desfiguro el rostro y lo dejó al borde de perder la memoria, razón por la que dejó la música de lado por un tiempo. Eventualmente público un video de él en redes sociales cantando y tocando la guitarra en su cama de hospital, recuperándose luego del accidente.
En mayo de 2023 lanzó su EP debut My mom's playlist, que incluye covers de canciones que según el cuenta, son canciones que su mama escucha a diario, entre los covers se encuentra la canción «Rayando el sol» de Maná. En agosto de 2023, Xavi lanzó «La víctima», que se convirtió en su más grande éxito hasta entonces, y un punto importante en su carrera, ya que el sencillo tuvo un aumento en popularidad a través de la red social TikTok. En diciembre de 2023, la canción finalmente debutó en el puesto 24 en el listado de Hot Latin Songs de Billboard, y luego alcanzó el top 10. Tras el lanzamiento y el éxito de La víctima, lanzó dos colaboraciones, «Poco a poco» con Los Dareyes de la Sierra, y «Modo DND» con Tony Aguirre, que también entraron a las listas de México y Estados Unidos.
El 30 de noviembre del 2023, lanzó el sencillo «La diabla», que debutó en el Billboard Hot 100 en la posición 76, y que posteriormente alcanzó el puesto 22 y se convirtió en su sencillo más exitoso, superando a «La víctima». El sencillo también llegó a las listas de América Latina y también encabezó la lista Hot Latin Songs de EE. UU., alcanzó el puesto número 4 en el Billboard Global 200 y encabezó la lista global semanal de Spotify.

## Discografía

### Álbumes de estudio
| Título | Detalles                                                                                                | Posiciones en Listas |
| Título | Detalles                                                                                                | US                   |
| ------ | --- | -------------------- |
| Next   | - Lanzamiento: 11 de octubre de 2024 - Discográfica: Interscope - Formatos: Descarga digital, streaming | 128                  |

### Miniálbumes/ EPs
| Nombre            | Detalles                                                                                     |
| ----------------- | -------------------------------------------------------------------------------------------- |
| My mom's playlist | - Publicación: 10 de mayo de 2023 - Sello: Interscope - Formato: Descarga digital, streaming |

### Sencillos
| Título                                        | Año  | Posiciones en Listas | Posiciones en Listas | Posiciones en Listas | Posiciones en Listas | Posiciones en Listas | Posiciones en Listas | Posiciones en Listas | Certificaciones                         | Álbum             |
| Título                                        | Año  | US                   | US Latin             | BOL                  | COL                  | ECU                  | MEX                  | WW                   | Certificaciones                         | Álbum             |
| --------------------------------------------- | ---- | -------------------- | -------------------- | -------------------- | -------------------- | -------------------- | -------------------- | -------------------- | --------------------------------------- | ----------------- |
| "Vete Ya"                                     | 2020 | —                    | —                    | —                    | —                    | —                    | —                    | —                    |                                         | Sin álbum         |
| "En La 29 (En Vivo)" (con Banda la Alterada)  | 2020 | —                    | —                    | —                    | —                    | —                    | —                    | —                    |                                         | Sin álbum         |
| "Te Quiero"                                   | 2021 | —                    | —                    | —                    | —                    | —                    | —                    | —                    |                                         | Sin álbum         |
| "Si Me Ven"                                   | 2021 | —                    | —                    | —                    | —                    | —                    | —                    | —                    |                                         | Sin álbum         |
| "Ojitos del Miel"                             | 2021 | —                    | —                    | —                    | —                    | —                    | —                    | —                    |                                         | Sin álbum         |
| "Amigos con Derecho"                          | 2021 | —                    | —                    | —                    | —                    | —                    | —                    | —                    |                                         | Sin álbum         |
| "Quiero Contarte"                             | 2022 | —                    | —                    | —                    | —                    | —                    | —                    | —                    |                                         | Sin álbum         |
| "Se Chambiar" (con Clave 520)                 | 2022 | —                    | —                    | —                    | —                    | —                    | —                    | —                    |                                         | Sin álbum         |
| "Zero Sentimientos" (con Eduardo Soto)        | 2022 | —                    | —                    | —                    | —                    | —                    | —                    | —                    |                                         | Sin álbum         |
| "Te Mereces a Mi"                             | 2022 | —                    | —                    | —                    | —                    | —                    | —                    | —                    |                                         | Sin álbum         |
| "Santa Claus Llegó a la Ciudad"               | 2022 | —                    | —                    | —                    | —                    | —                    | —                    | —                    |                                         | Sin álbum         |
| "Aquí Estoy" (con Eduardo Soto)               | 2023 | —                    | —                    | —                    | —                    | —                    | —                    | —                    |                                         | Sin álbum         |
| "Solo Recuerdos" (con Los Aptos)              | 2023 | —                    | —                    | —                    | —                    | —                    | —                    | —                    |                                         | Sin álbum         |
| "Rayando el Sol"                              | 2023 | —                    | —                    | —                    | —                    | —                    | —                    | —                    |                                         | My Mom's Playlist |
| "Sin Pagar Renta"                             | 2023 | —                    | 34                   | —                    | —                    | —                    | —                    | —                    | - RIAA: 3× Platino (Latin)              | Sin álbum         |
| "La Víctima"                                  | 2023 | 46                   | 3                    | 14                   | 7                    | 6                    | 2                    | 10                   | - RIAA: 18× Platino (Latin)             | Next              |
| "Poco a Poco" (with Los Dareyes de la Sierra) | 2023 | —                    | 16                   | —                    | —                    | —                    | 10                   | 100                  | - RIAA: 9× Platino (Latin)              | Next              |
| "Modo DND" (con Tony Aguirre)                 | 2023 | —                    | 21                   | —                    | —                    | —                    | 14                   | 163                  | - RIAA: 7× Platino (Latin)              | Next              |
| "La Diabla"                                   | 2023 | 20                   | 1                    | 3                    | 2                    | 2                    | 1                    | 3                    | - RIAA: 25× Platino (Latin) - RIAA: Oro | Next              |
| "Corazón de Piedra"                           | 2024 | 73                   | 4                    | —                    | —                    | —                    | 3                    | 43                   |                                         | Next              |
| "Ya Te Superé" (con Tony Aguirre)             | 2024 | —                    | —                    | —                    | —                    | —                    | —                    | —                    |                                         | Sin álbum         |
| "OOTD"                                        | 2024 | —                    | —                    | —                    | —                    | —                    | —                    | —                    |                                         | Sin álbum         |
| "Una Semana"                                  | 2024 | —                    | —                    | —                    | —                    | —                    | —                    | —                    |                                         | Next              |
| "En Privado" (con Manuel Turizo)              | 2025 | —                    | 14                   | —                    | —                    | —                    | —                    | 115                  |                                         | Sin álbum         |
| "Mírame feliz" (con Belinda)                  | 2025 | 18                   | —                    | 5                    | —                    | 6                    | 1                    | 8                    |                                         | Indómita          |

## Premios y nominaciones
| Año  | Premio                                 | Categoría          | Nominados | Resultado | Referencia |
| ---- | -------------------------------------- | ------------------ | --------- | --------- | ---------- |
| 2024 | Nickelodeon Kids' Choice Awards México | Revelación Musical | Xavi      | Nominado  | [ 31 ]     |
| 2025 | Premios Lo Nuestro                     | Canción Del Año    | La Diabla | Nominado  | [ 32 ]     |